# Frenchy (film)
Pour les articles homonymes, voir Frenchy.
Pour plus de détails, voir Fiche technique et Distribution.
Frenchy (anciennement connu sous divers titres comme The Eagle Path)[réf. nécessaire] est un film américano-thaïlando-hongkongais réalisé par Jean-Claude Van Damme. Diffusé en projection test au festival de Cannes 2010, il est ensuite retourné en partie puis remonté et est depuis en attente de sortie définitive.

## Synopsis
En Thaïlande, un homme appelé Frenchy est amoureux d'une prostituée nommée Magdalena. Il cherche à la libérer de l'emprise de son proxénète. Frenchy a pour meilleur ami un vétéran de la guerre du Golfe, alcoolique, déçu et énervé de voir son ami tomber amoureux d'une asiatique.

## Fiche technique
Sauf indication contraire, les informations mentionnées dans cette section peuvent être confirmées par la base de données cinématographiques IMDb,  présente dans la section « Liens externes ».
- Titre original : Frenchy
- Anciens titres originaux : The Eagle Path, Full Love et Soldiers
- Réalisation et scénario : Jean-Claude Van Damme
- Musique : Youssef Guezoum
- Photographie : Douglas Milsome
- Décors : Steve Spence
- Chorégraphie des combats : Jean-Claude Van Damme
- Montage : Noureddine Zerrad et Jean-Claude Van Damme
- Production : Moshe Diamant, Jean-Claude Van Damme et Eugene Van Varenberg
  - Production déléguée : Kathy Brayton, Kristopher Van Varenberg
  - Production exécutive : Bobby Ranghelov et Pairoj Rojlertjanya
- Sociétés de production : Bomar OOD, Full Love Productions, Michael Maker Finance Holdings et Rodin Entertainment
- Budget : 6 000 000 $[réf. nécessaire]
- Pays de production :  États-Unis,  Hong Kong et  Thaïlande
- Langue originale : anglais
- Format : couleur - 2,35:1 - son Dolby Digital
- Genre : action, romance, drame
- Dates de sortie :
  - France : 13 mai 2010 (projection test pour professionnels au marché du film de Cannes)
  - Chine : 20 juin 2014 (projection test pour les distributeurs au festival international du film de Shanghai)

## Distribution
Sauf indication contraire, les informations mentionnées dans cette section peuvent être confirmées par la base de données cinématographiques IMDb,  présente dans la section « Liens externes ».
- Jean-Claude Van Damme : Frenchy
- Kristopher Van Varenberg : Oren
- Bianca Bree : Bianca Banks
- Claudia Bassols : Sophia
- John Colton : Luther Banks
- Josef Cannon : Bobby Jackson
- Matt Cho : Tommy
- Adam Karst : Soli
- Cal Rein : Cal
- Brahim Achabbakhe : Serguey

## Production
Jean-Claude Van Damme développe ce film en autoproduction. L'acteur, qui officie également comme producteur, scénariste et réalisateur, décrit son film comme un mélange entre L'Empreinte de la mort et Casablanca.
Le tournage débute en juillet 2008 et se déroule à Bangkok et à Pattaya en Thaïlande pour un budget de 5 millions de dollars. Il s'achève en octobre 2008. Le film est présenté lors d'une projection test spéciale en mai 2010 au marché du film de Cannes, en marge du festival de Cannes, pour trouver un distributeur. Face à l'accueil négatif, le film ne trouve aucun distributeur. Jean-Claude Van Damme, non satisfait de son film, décide de repartir en tournage. De nouvelles prises de vue ont donc lieu en Bulgarie en juillet 2012.
Initialement intitulé Full Love, le film est renommé Soldier puis The Eagle Path, Jean-Claude Van Damme décide un temps de reprendre le titre de Full Love comme il l'explique en interview en 2012 : « Il a failli s'appeler Soldier, puis Eagle Path, mais finalement je reviens à ma première idée : Full Love. Tu vois, un poster avec des gars qui tirent à la mitrailleuse et un titre par dessus, là, FULL LOVE, moi je trouve que ça crée un truc. »

## Sortie
Une projection spéciale a lieu en mai 2010 au marché du film de Cannes, en marge du festival de Cannes. Après l'accueil négatif, aucun distributeur n'achète le film. Remanié et remonté, le film est à nouveau dévoilé à certains professionnels au festival international du film de Shanghai en juin 2014, sans plus de succès,,. En 2018, Jean-Claude Van Damme échoue à nouveau à trouver un distributeur à Cannes. En 2020, le film est à nouveau remonté et rebaptisé Frenchy. L'acteur belge est toujours à la recherche d'un distributeur.

## Commentaire
Jean-Claude Van Damme dirige ici deux de ses enfants : Kristopher Van Varenberg et Bianca Bree. Il produit par ailleurs le film avec son père, Eugene Van Varenberg.